# NGC 2762
NGC 2762 في الفهرس العام الجديد، هي مجرة، تقع في كوكبة الدب الأكبر. اكتشفت في 26 فبراير 1851 بواسطة ويليام بارسونز.

## روابط خارجية
- NGC 2762 على موقع ويكي سكاي: DSS2, SDSS, GALEX, IRAS, Hydrogen α, X-Ray, Astrophoto, Sky Map, Articles and images